# Joe O'Connor (snookerspeler)
Joe O'Connor (Leicester, Engeland, 8 november 1995) is een Engels professioneel snookerspeler.  In 2022 speelde hij zijn eerste finale in een ranking toernooi, het Scottish Open. Hij verloor met 9-2 van Gary Wilson. In dat zelfde seizoen kwam hij tot de halvefinale van het Players Championship, waarin Ali Carter net iets te sterk was.

## Wereldkampioenschap
Hoofdtoernooi (laatste 32 of beter):
| #  | Seizoen     | Editie  | Prestatie  | Extra                             |
| -- | ----------- | ------- | ---------- | --------------------------------- |
| 1. | 2023 / 2024 | WK 2024 | Laatste 16 | Verloor met 13-6 van Kyren Wilson |
| 2. | 2024 / 2025 | WK 2025 | Laatste 32 | Verloor met 10-7 van John Higgins |